# Calpocalyx klainei
Calpocalyx klainei är en ärtväxtart som beskrevs av Hermann August Theodor Harms. Calpocalyx klainei ingår i släktet Calpocalyx och familjen ärtväxter. IUCN kategoriserar arten globalt som sårbar. Inga underarter finns listade i Catalogue of Life.